# وصیتنامه اسپانیایی
وصیتنامهٔ اسپانیایی (به انگلیسی: Spanish Testament) کتابی است از آرتور کستلر که در ۱۹۳۷ نوشته و منتشر شده‌است. او در این اثر وقایع جنگ داخلی اسپانیا در هنگام تصرف شهر مالاگا از سوی شورشیان سلطنت‌طلب (به رهبری فرانکو) و جریان بازداشت خود توسط آنان را شرح می‌دهد و از خاطرات و روزنوشت‌های خود در سلول انفرادی زندان شهر سویل می‌نویسد.
نسخه دیگری از این کتاب در سال ۱۹۴۲ با عنوان گفتگو با مرگ (به انگلیسی: Dialogue with Death) منتشر شده‌است.

## خلاصه ماجرا
آرتور کستلر به عنوان خبرنگار روزنامه انگلیسی نیوز کرونیکل در ۱۵ ژوئن ۱۹۳۷ به اسپانیا می‌رود. پنج روز پیش از آن لشکر کئیپو دو للانو حمله خود به مالاگا را آغاز کرده بود. ژنرال گونزالس کئیپو دو للانو از مخالفین سابق دربار و مقاله‌نویس روزنامه لیبرتا مادرید بوده که اکنون به کودتاگران پیوسته و در رأس لشکر دوم ارتش شورشی قرار داشت.
آرتور کستلر که در اسپانیا آرتورو خوانده می‌شد در ماه‌های قبل برای گزارش جنگ به پرتغال، اردوگاه فالانژیستها، مادرید و کاتالان سفر کرده‌بود و به‌تازگی کتابی را در مورد جنگ داخلی اسپانیا به زبان انگلیسی به چاپ رسانده بود. کستلر در این کتاب آشکارا از جمهوریخواهان جانبداری کرده و روی جلد کتاب تصاویری از افراد شکنجه شده توسط نظامیان فالانژ را قرار داده‌بود.

## تأثیرگذاری
تجربیات واقعی کوستلر در زندان فاشیست‌های اسپانیا که در این کتاب شرح داده‌است، مسلماً الهام بخش او در خلق شاهکار خود؛ رمان ظلمت در نیمروز و تجربیات شخصیت تخیلی روباشوف در سلول انفرادی استالینیست‌ها بوده‌است. کوستلر در ۱۹۴۲ با یک گردش ناگهانی به راست مهم‌ترین اثر خود ظلمت در نیمروز را به چاپ رساند.